# 15806 Kohei
15806 Kohei è un asteroide della fascia principale. Scoperto nel 1994, presenta un'orbita caratterizzata da un semiasse maggiore pari a 3,0135192 UA e da un'eccentricità di 0,1212133, inclinata di 10,32059° rispetto all'eclittica.